# Like a Tattoo
«Like a Tattoo» es una canción interpretada por la banda británica Sade. Fue publicada como la cuarta canción de su cuarto álbum de estudio Love Deluxe.

## Escritura y temática
La canción fue coescrita por la vocalista Sade Adu, el tecladista Andrew Hale, y el guitarrista y saxofonista Stuart Matthewman. Durante una entrevista con Michael A. Gonzales, Sade reveló que la temática de «Like a Tattoo», eran cosas sobre las que quería escribir hace mucho tiempo. “Esa canción es sobre un hombre que ha estado en Vietnam, pero en realidad no se trata de Vietnam. Se trata de la guerra y de matar a alguien. Conocí a un chico en un bar en Nueva York hace años. Era un bar irlandés en la calle 14. La canción fue mi interpretación de lo que me dijo. Intenté escribirlo antes, pero no funcionó del todo”, le dijo a Gonzales.

## Composición y arreglos
La canción fue compuesta en un compás de 4
4 con un tempo de 69 pulsaciones por minuto y está escrita en la tonalidad de do menor. Las voces van desde F3 a B♭4. «Like a Tattoo» ha sido descrita como una canción de jazz.

## Recepción de la crítica
En una reseña posicionando cada canción de Sade de peor a mejor, Frank Guan de Vulture colocó «Like a Tattoo» en el vigesimonoveno lugar. Justin Chadwick de Albumism describe la canción como “inquietantemente hermosa”. El crítico del The Daily Vault, Mark Millan, calificó la canción como “uno de los puntos más dulces del álbum, pero líricamente es bastante evasivo y no me deja muy convencido de la mentalidad de Adu en este caso”. El crítico de Pitchfork, Brad Nelson, describe «Like a Tattoo» como una de las “composiciones más amorfas de Love Deluxe”. El sitio web altrockchick calificó a la canción como “sorprendente y perspicaz”.